# Schloss Dhaun

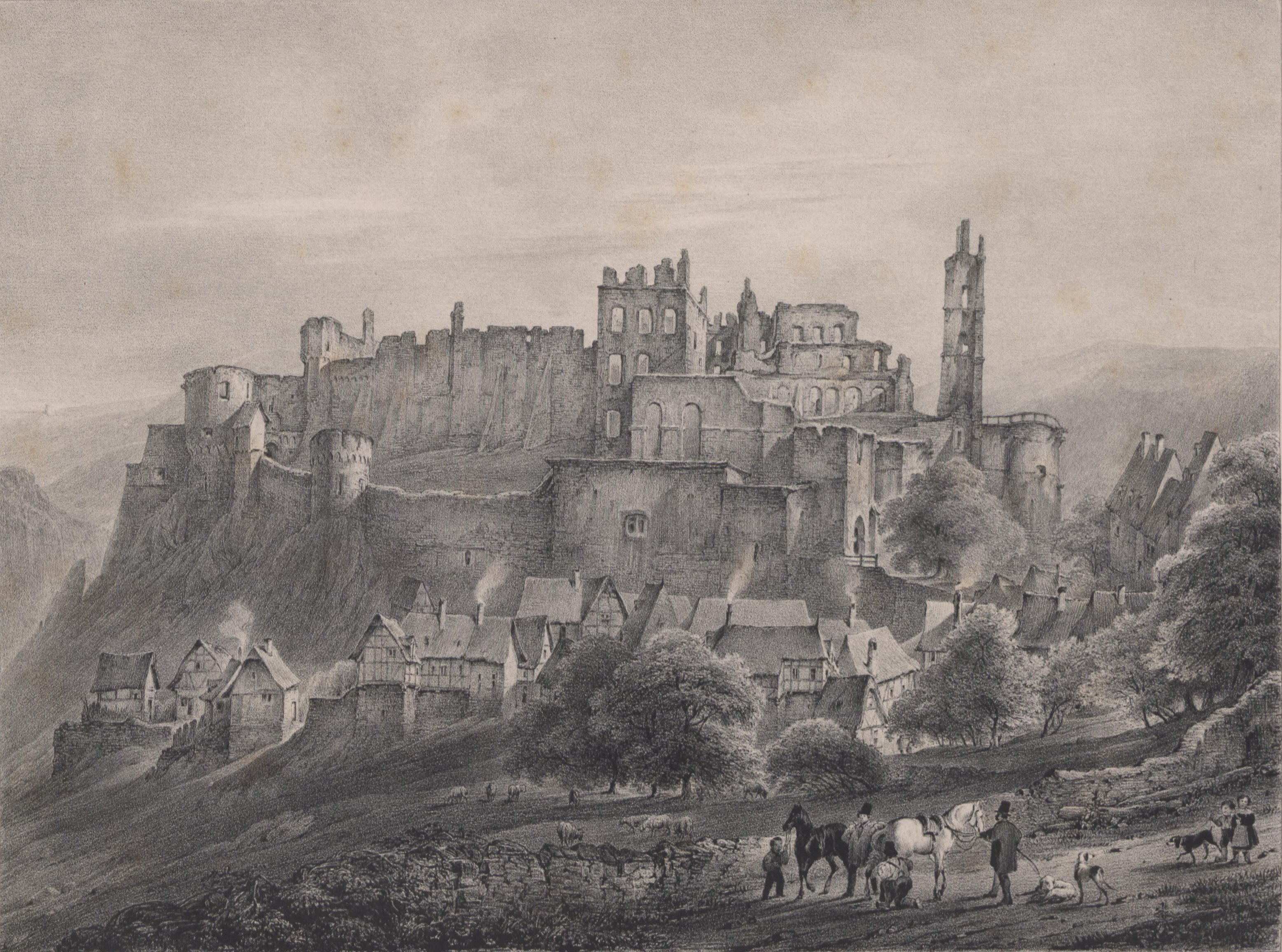
Die Schlossruine auf einem Stich von Caspar Scheuren, 1834

Schloss Dhaun ist eine Schlossruine im Hunsrück auf dem Gebiet der Ortsgemeinde Hochstetten-Dhaun. Das Schloss und der Ortsteil liegen hoch über dem Kellenbachtal. Sie gilt als die größte Anlage ihrer Art im Nahetal.

## Geschichte

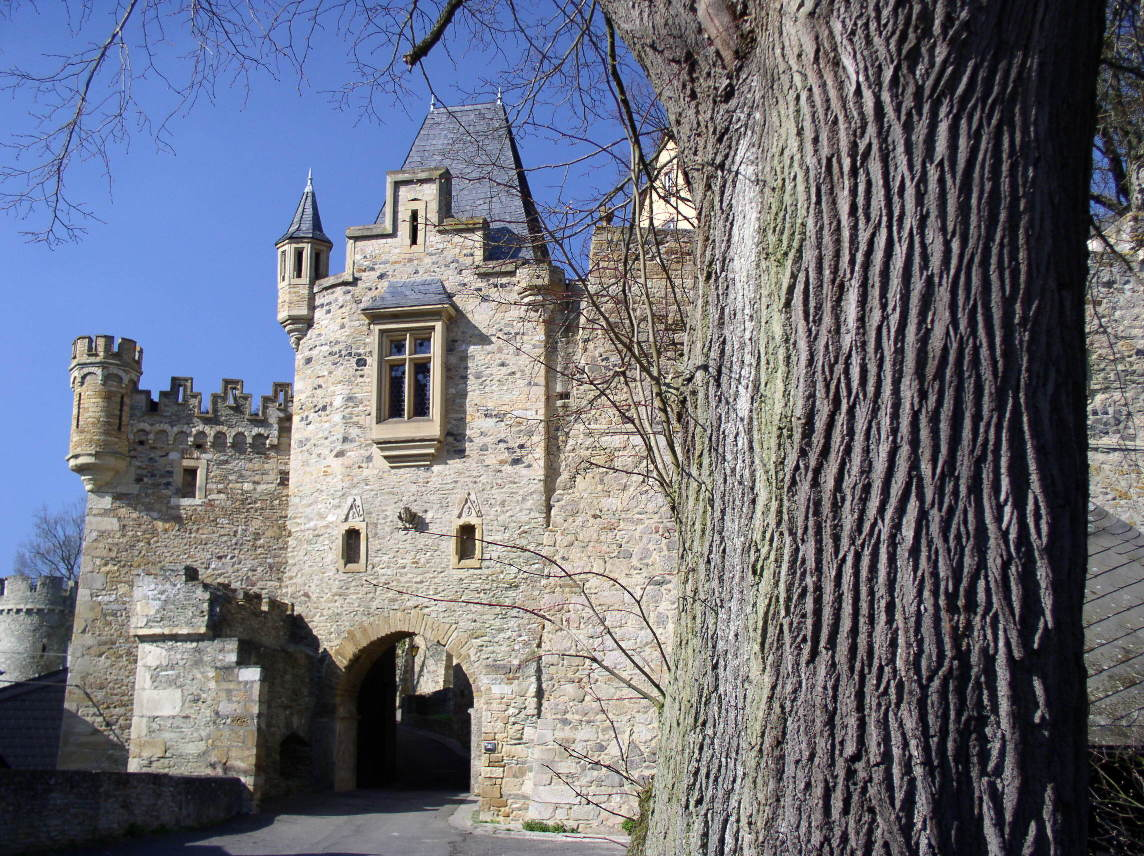
Eingangsportal von 1850

Die Burg wurde als „castrum de Dune“ (die Burg auf der Höhe) im Jahr 1215 erstmals urkundlich erwähnt und war ein Lehen der Trierer Reichsabtei St. Maximin an die Wildgrafen.
1340 wurde die Burg während der so genannten „Dhauner Fehde“ von Truppen des Erzbischofs Balduin von Trier belagert. Dieser lag mit dem Burgherrn Johann I. von Dhaun im Streit um die Schmidtburg. Die Fehde konnte der Trierer Erzbischof für sich entscheiden. Johann musste ihm schlussendlich das Öffnungsrecht für die Dhauner Burg zugestehen. Im Zusammenhang mit der „Dhauner Fehde“ entstand ein regelrechter Burgenkranz, zu dem die Vorburg Brunkenstein, die Burgen Rotenberg und Martinstein, die Belagerungsstellung Geiersley sowie die Burg auf dem Johannisberg gehörten.
Johann I. starb 1350, ohne männliche Erben zu hinterlassen, und so kam die Anlage an seinen Neffen, Rheingraf Johann II. vom Stein, einen Sohn von Johanns Schwester Hedwig. Mit ihm begann die lange Ära der Dhauner Wild- und Rheingrafen.
Im 15. und 16. Jahrhundert wurde die Burg weiter ausgebaut und verstärkt. Aus jener Zeit stammt die Barbakane der Oberburg, die im Jahr 1526 erbaut wurde. Auch das noch erhaltene dreigeschossige unterirdische System aus Gängen und Kammern datiert in diese Jahrhunderte. Die Gänge münden in einen Ausgang am Fuße der Burg, in deren Halsgraben.
1729 war die Umgestaltung der damaligen Burg in ein barockes Schloss unter Wild- und Rheingraf Karl von Dhaun und dessen Frau Luise, geborene Gräfin von Nassau-Saarbrücken, abgeschlossen. Der Palas im Westen wurde zum Wohnschloss umgebaut, dem ein mehrstöckiger Flügel an der Südseite angefügt wurde. Gemeinsam mit einem etwas älteren Bau im Norden erhielt die Anlage somit einen hufeisenförmigen Grundriss. Das weite Rund der Oberburg wurde zum Schlosspark mit Remise. Graf Karl konnte sich jedoch nicht lange an seinem umgebauten Besitz erfreuen, denn nur vier Jahre nach Abschluss der Bauarbeiten starb er 1733.
Ein Jahr später drohte der Schlossanlage während des Polnischen Thronfolgekriegs die Zerstörung und damit ein ähnliches Schicksal wie der benachbarten Kyrburg, doch Karls Witwe Luise gelang es, dies zu verhindern.
1794 eroberten französische Revolutionstruppen den Naheraum und damit auch Schloss Dhaun. Es wurde in französischen Staatsbesitz überführt und seine Überreste 1804 auf Abbruch versteigert. So kam es für etwa 1200 Franken an Andreas van Recum, den in französischen Verwaltungsdiensten stehenden Souspräfekten des Arrondissements Simmern, der alle brauchbaren Bauteile zur Kauzenburg in Bad Kreuznach bringen ließ.
Der weitere Verfall der Ruine wurde erst im 19. Jahrhundert beendet, als 1850 ein Trierer Arzt einen Teil der Anlage erwarb und mit Instandsetzungen begann. Seine Baumaßnahmen waren von romantisierenden Vorstellungen von Burgen geprägt und hatten mit der mittelalterlichen Realität nur wenig zu tun. Aus dieser Zeit stammen die heutigen Bauelemente am Eingangstor des Schlosses.
Weitere Besitzerwechsel folgten, bis um die Wende vom 19. zum 20. Jahrhundert der Kirner Fabrikant Simon Schloss Dhaun erwarb und auf der Oberburg verschiedene Neugestaltungen und Renovierungen vornahm.
So ließ er zum Beispiel anstelle der Ruine des Nordflügels unter Verwendung noch erhaltener Bauteile den heutigen Rittersaal errichten. Sein alter Eingang sowie das Familienwappen der Erbauer aus dem 16. Jahrhundert sind noch erkennbar. Von den Simons wurde auch die Figur des Prometheus erworben, die der Kreuznacher Bildhauer Robert Cauer der Ältere 1888 in Rom geschaffen hatte.
Von den Simons ging das Schloss 1954 an den „Zweckverband Schloss Dhaun“ über, der von der Stadt Kirn, dem damaligen Amt Kirn-Land und dem Landkreis Bad Kreuznach gebildet wurde. Er ist auch heute noch Eigentümer des Schlosses.

## Das Schloss heute

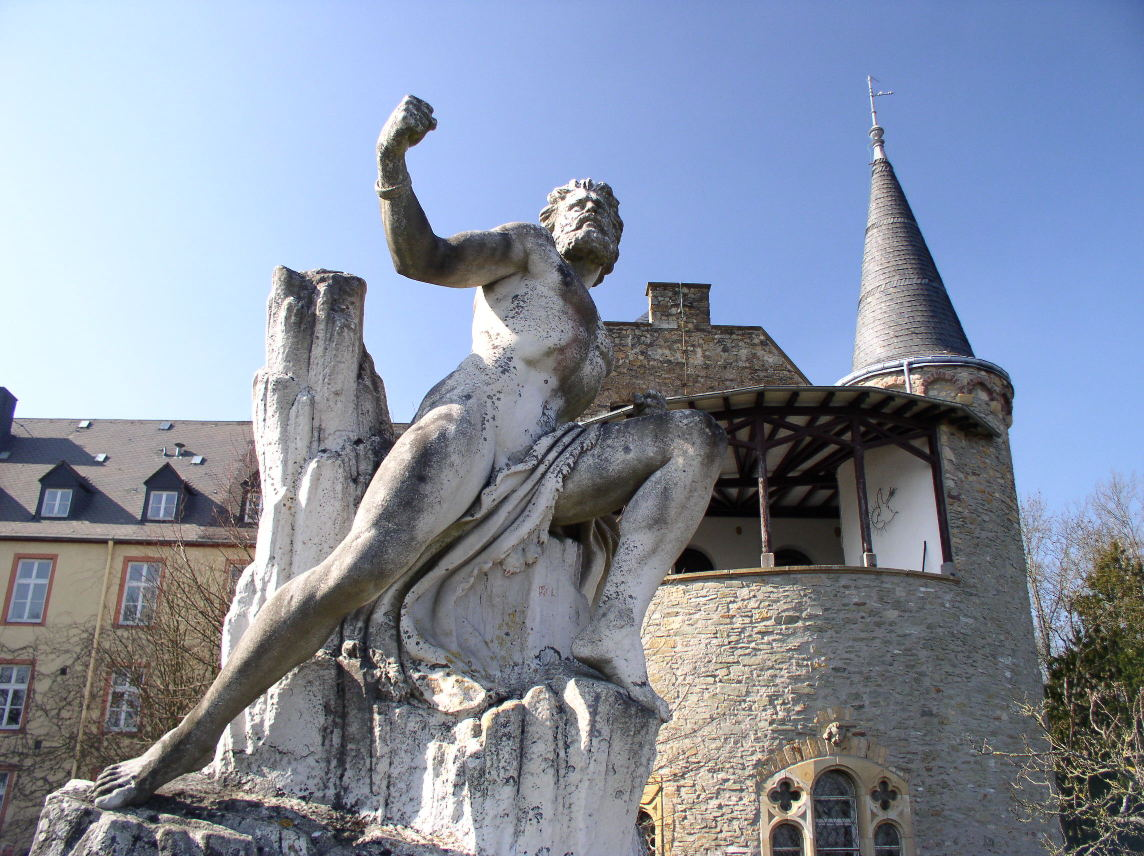
Prometheus im Schlosspark

Von der mittelalterlichen Burganlage sind im Bereich der Oberburg Ruinen der 1661 erweiterten St.-Georgs-Kapelle und des Küchenhauses sowie zwei Bastionen und der Bering mit Wehrtürmen und Toranlage erhalten.
Im Westflügel, dem ehemaligen Palas, ist das Eingangsportal erhalten. Das Gebäude wurde durch den Zweckverband wieder aufgebaut und beheimatet seit 1957 die Heim-Volkshochschule Schloss Dhaun, eine Jugend- und Erwachsenenbildungsstätte, deren langjähriger pädagogischer Leiter Werner Vogt war. Seit 1991 befindet sich im Schloss auch die Kommunalakademie Rheinland-Pfalz.
In der Vorburg/Unterburg unterhält der Landkreis Bad Kreuznach an Stelle des Wachthauses eine Jugendbildungsstätte, der Rittersaal steht für Festlichkeiten zur Verfügung.